# カトリン・ヘス
カトリン・ヘス（ドイツ語:Katrin Heß、1985年6月26日 - 、アーヘン）は、ドイツの女優である。

## 来歴
ケルンのアルトゥーロ演劇学校（Arturo Schauspielschule in Köln）で2年間の演劇の教育を受けた。2008年より、ドイツのテレビシリーズの『禁断の愛』（Verbotene Liebe）にユディット・ハーゲンドルフ（Judith Hagendorf）の役で出演。
また、2011年からは高速警察隊の活躍を描いたドイツの人気アクションドラマシリーズ、Alarm für Cobra 11－Die Autobahnpolizei(邦題アウトバーン・コップ)に女性警官ジェニー・ドルン役としてレギュラー出演している。